# Pompignan, Tarn-et-Garonne
Pompignan là một xã của tỉnh Tarn-et-Garonne, thuộc vùng Occitanie, miền nam nước Pháp.

## Di tích

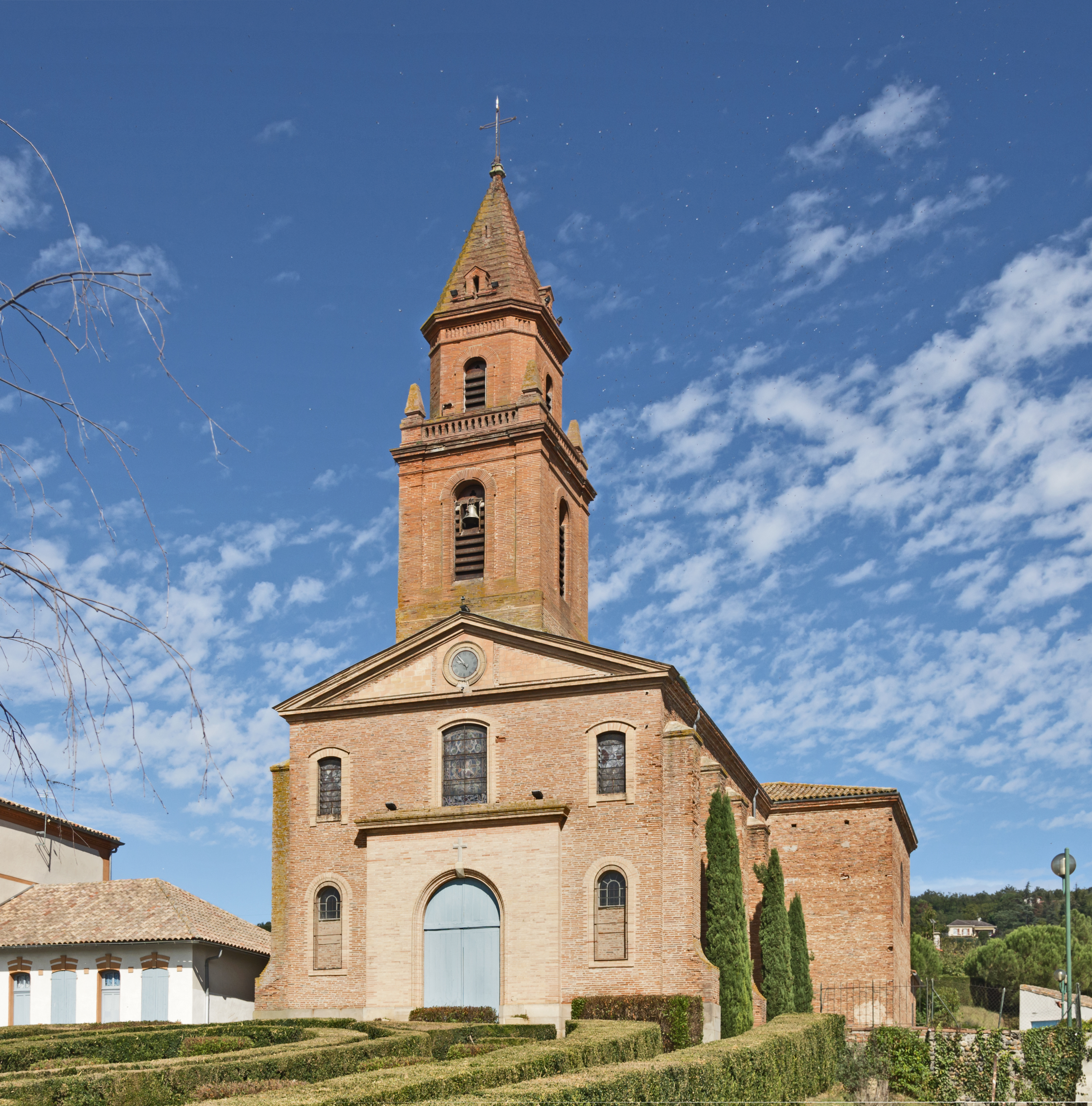
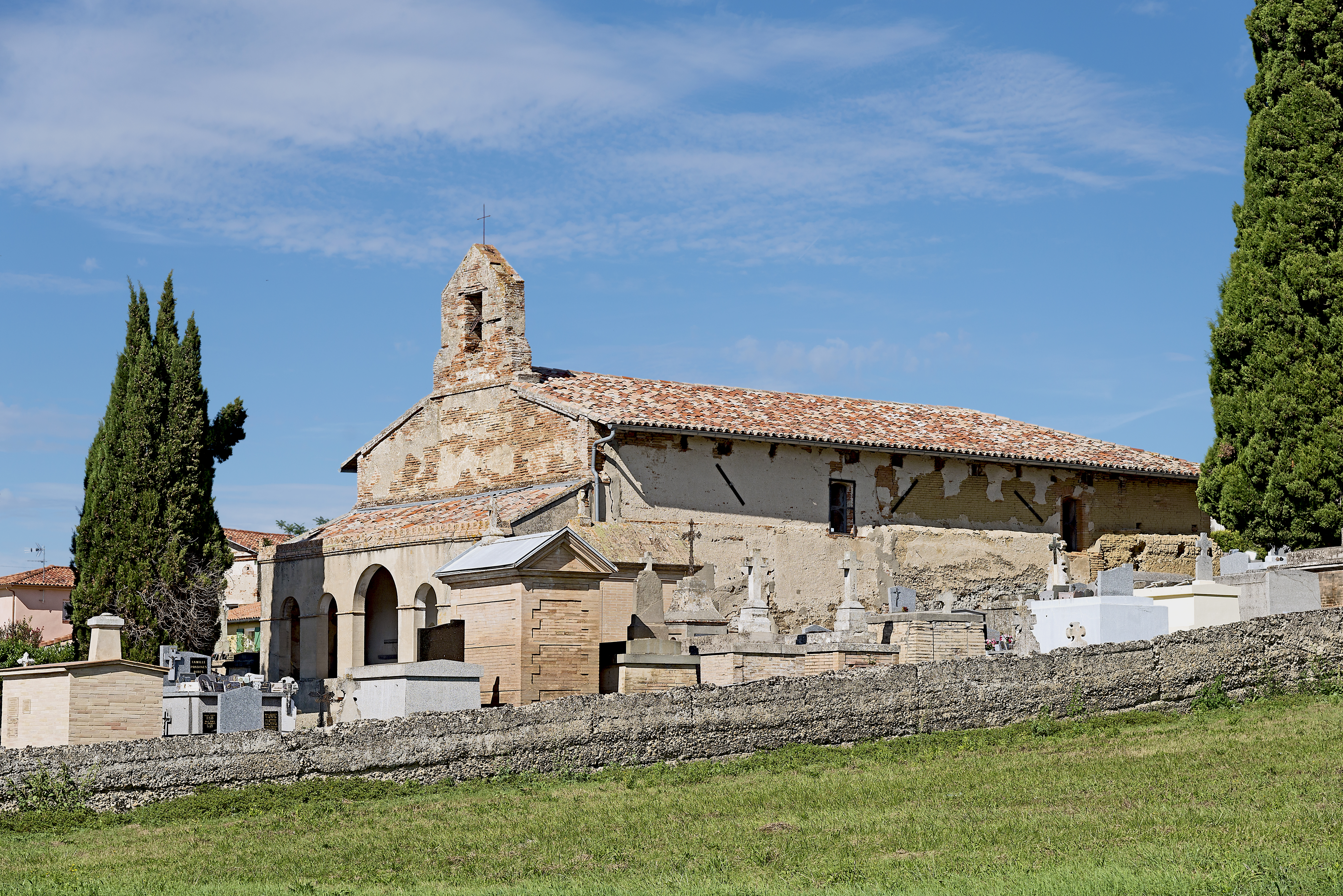
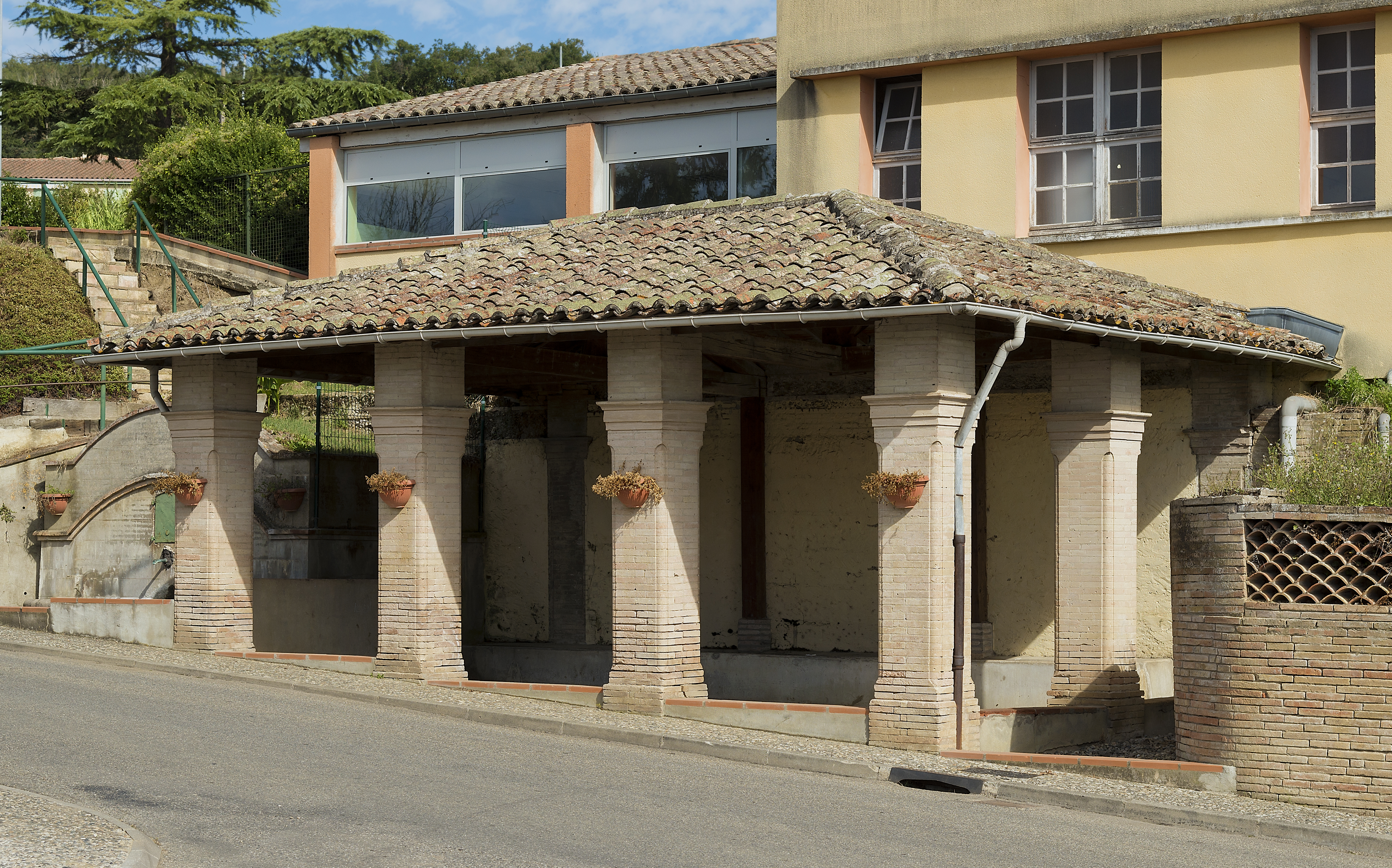